# Hugues de Revel
Hugues de Revel (Delfinato, ... – Palestina, 1277) fu Gran Maestro dell'Ordine degli Ospitalieri dal 1258 al 1277.

## Biografia
La prima menzione storiografica di Hugues de Revel (originario del Delfinato, in Francia) risale al 31 maggio 1243 quando egli viene indicato come castellano del Krak dei Cavalieri in Terrasanta, posto che abbandonò dall'agosto del 1250 per divenire Gran Precettore dell'Ordine dopo la morte del predecessore in tale carica, Jean de Rohnay, morto nella Battaglia di al-Mansura.
Nel 1258 egli venne prescelto quale Gran Maestro dell'Ordine dal momento che, come gran parte dei suoi predecessori, aveva svolto la propria carriera completamente in Vicino Oriente e conosceva bene la realtà dei luoghi.
Morì in Terrasanta nel 1277.

## Fonti
- Delaville Le Roulx Les Hospitaliers En Terre Sainte Et Chypre, 1100-1310 , p. 179 e seguenti